# Marginella spinacia
Marginella spinacia is een slakkensoort uit de familie van de Marginellidae. De wetenschappelijke naam van de soort is voor het eerst geldig gepubliceerd in 1988 door Gofas & Fernandes.